# Descendance de Louis IX
 (septembre 2024).
La mise en forme du texte ne suit pas les recommandations de Wikipédia : il faut le « wikifier ».
Les points d'amélioration suivants sont les cas les plus fréquents. Le détail des points à revoir est peut-être précisé sur la page de discussion.
- Les titres sont pré-formatés par le logiciel. Ils ne sont ni en capitales, ni en gras.
- Le texte ne doit pas être écrit en capitales (les noms de famille non plus), ni en gras, ni en italique, ni en « petit »…
- Le gras n'est utilisé que pour surligner le titre de l'article dans l'introduction, une seule fois.
- L'italique est rarement utilisé : mots en langue étrangère, titres d'œuvres, noms de bateaux, etc.
- Les citations ne sont pas en italique mais en corps de texte normal. Elles sont entourées par des guillemets français : « et ».
- Les listes à puces sont à éviter, des paragraphes rédigés étant largement préférés. Les tableaux sont à réserver à la présentation de données structurées (résultats, etc.).
- Les appels de note de bas de page (petits chiffres en exposant, introduits par l'outil «  Source ») sont à placer entre la fin de phrase et le point final[comme ça].
- Les liens internes (vers d'autres articles de Wikipédia) sont à choisir avec parcimonie. Créez des liens vers des articles approfondissant le sujet. Les termes génériques sans rapport avec le sujet sont à éviter, ainsi que les répétitions de liens vers un même terme.
- Les liens externes sont à placer uniquement dans une section « Liens externes », à la fin de l'article. Ces liens sont à choisir avec parcimonie suivant les règles définies. Si un lien sert de source à l'article, son insertion dans le texte est à faire par les notes de bas de page.
- La présentation des références doit suivre les conventions bibliographiques. Il est recommandé d'utiliser les modèles {{Ouvrage}}, {{Chapitre}}, {{Article}}, {{Lien web}} et/ou {{Bibliographie}}. Le mode d'édition visuel peut mettre en forme automatiquement les références.
- Insérer une infobox (cadre d'informations à droite) n'est pas obligatoire pour parachever la mise en page.

Pour une aide détaillée, merci de consulter Aide:Wikification.
Si vous pensez que ces points ont été résolus, vous pouvez retirer ce bandeau et améliorer la mise en forme d'un autre article.
 (juin 2024).
Si vous disposez d'ouvrages ou d'articles de référence ou si vous connaissez des sites web de qualité traitant du thème abordé ici, merci de compléter l'article en donnant les références utiles à sa vérifiabilité et en les liant à la section « Notes et références ».
Descendance de Louis IX de France sur 5 générations.
Louis IX, connu sous le nom de Saint-Louis, né en 1214 et mort en 1270, fut roi de France de 1226 à 1270, le neuvième de la dynastie des Capétiens directs.
```
Louis 
IX
 (1214 ou 1215-
1270
), 
roi de France
 de 
1226
 à 
1270

x 1234 
Marguerite de Provence
 (
1221
-
1295
)
│
├─> 
Blanche
 (1240-1243)
├─> 
Jean
 (1248-1248),   
├─> 
Louis
 (1243-1260),       
│                
├─> 
Philippe 
III
 le Hardi
 (1245-1285), 
roi de France
 de 
1270
 à 
1285

│   x 
1262
 
Isabelle d'Aragon
 (1247-1271)
│   ├─> 
Louis de France
 (1264-1276)
│   ├─> 
Philippe 
IV
 le Bel
 (1268-1314), 
roi de France
 de 
1285
 à 
1314

│   │   x 1284 
Jeanne 
I
re
 de Navarre
, (reine de Navarre de 1274 à 1305)
│   │   │
│   │   ├─> 
Louis 
X
 le Hutin
 (1289-1316), 
roi de France
 de 
1314
 à 
1316

│   │   │   x 1315 
Clémence de Hongrie
 (1293-1328) 
│   │   │   └─> 
Jean 
I
er
 le Posthume
, (1316-1316), 
roi de France
 de 
1316
 à 
1316

│   │   ├─> 
Isabelle de France
 (1292-1358), reine d'
Angleterre

│   │   ├─> 
Philippe 
V
 le Long
 (v. 1293-1322), 
roi de France
 de 
1316
 à 
1322

│   │   ├─> 
Charles 
IV
 le Bel
 (v. 1295-1328), 
roi de France
 de 
1322
 à 
1328
, 
dernier roi capétien direct

│   │   └─> Robert de France (v. 1297-1308)
│   │
│   ├─> 
Robert
 (1269-av. 1276)
│   └─> 
Charles de Valois
 (1270-1325)
│       x 1290 
Marguerite d'Anjou
 (1273 † 1299) 
│       ├─> 
Isabelle
 (1292 † 1309) 
│       └─> 
Philippe
 (1293 † 1350), comte de Valois, qui deviendra 
roi de France
 (
Philippe 
VI
 de Valois
) de 
1328
 à 
1350
 et 
fondera ainsi la dynastie des Valois

│           x 
Jeanne de Bourgogne
 (v. 
1293
-
1349
) 
│           └─> 
Jean 
II
 le Bon
 (
1319
-
1364
), 
roi de France
 de 
1350
 à 
1364

│                x 1332 
Bonne de Luxembourg
 
│                ├─>Blanche (1336-1336)  
│                └─>
Charles 
V
 le Sage
 (1337-1380), 
roi de France
 de 
1364
 à 
1380

│                    x 
1350
 
Jeanne de Bourbon

│                    └─> 
Charles 
VI
 (
1368
-
1422
) 
roi de France
 de 
1380
 à 
1422
  
│                         x 1385 
Isabeau de Bavière

│                         ├─> Charles (1386-1386)      
│                         ├─> Jeanne (1388-1390)    
│                         ├─> 
Isabelle
 (1389-1409)   
│                         ├─> 
Jeanne
 (1391-1433)   
│                         ├─> Charles (1392-1398) 
1
er
 Dauphin de l'Histoire    
│                         ├─> Marie (1393-1438)  
│                         ├─> Michelle (1393-1422)    
│                         ├─> Louis de Valois(1397-1415) second Dauphin  
│                         ├─> 
Jean
 (1398-1417) 
3
e
 Dauphin    
│                         ├─> 
Catherine de Valois
 (1401-1437), reine d'Angleterre   
│                         ├─> 
Charles 
VII
 (1403-1461) 
roi de France
 de 
1422
 à 
1461

│                         │   x 1422 
Marie d'Anjou

│                         │   └─> 
Louis 
XI
, (
1423
-
1483
) 
roi de France
 de 
1461
 à 
1483

│                         │ 
│                         └─> Philippe (1407-1407)   
│ 
├─> 
Isabelle
 
 (1242-1271)
│   x 1258 Thibaud de Champagne roi de Navarre
│
└─>
Robert
 (1256-1317), comte de Clermont
   x 
Béatrice de Bourgogne (1257-1310)
, dame de Bourbon
   │
   ├─>
Louis 
I
er
 (1280-1342), duc de Bourbon
   │  X Marie d’Avesnes (1280-1354)
   │  │
   │  ├─>
Pierre 
I
er
 (1311-1356), duc de Bourbon
   │  │  X Isabelle de Valois (1313-1383)
   │  │  │
   │  │  ├─>
Jeanne
 (1338-1378)
   │  │  │  x 
Charles 
V
 de France

   │  │  │
   │  │  ├─>
Louis 
II
 (1337-1410), duc de Bourbon
   │  │  │  X 
Anne d'Auvergne
 (1358-1417), comtesse de Forez
   │  │  │  │
   │  │  │  ├─>
Jean 
I
er
 (1381-1434), duc de Bourbon
   │  │  │  │  X 
Marie de Berry
 (1367-1434)
   │  │  │  │  │
   │  │  │  │  ├─>
Charles 
I
er
 (1401-1456), duc de Bourbon
   │  │  │  │  │  X 
Agnès de Bourgogne (1407-1476)

   │  │  │  │  │  │
   │  │  │  │  │  ├─>
Jean 
II
 (1426-1488), duc de Bourbon 
   │  │  │  │  │  │  X 1) Jeanne de France (1430-1482)
   │  │  │  │  │  │  X 2) Catherine d'Armagnac (+1487)
   │  │  │  │  │  │  X 3) Jeanne de Bourbon-Vendôme (1465-1512)
   │  │  │  │  │  │  │
   │  │  │  │  │  │  ├2>Jean (1487-1487), comte de Clermont
   │  │  │  │  │  │  │
   │  │  │  │  │  │  └3>Louis (1488-1488), comte de Clermont
   │  │  │  │  │  │  │
   │  │  │  │  │  │  ├i>Mathieu
   │  │  │  │  │  │  │
   │  │  │  │  │  │  ├i>Hector, (+1502), archevêque de Toulouse
   │  │  │  │  │  │  │
   │  │  │  │  │  │  ├i>Pierre
   │  │  │  │  │  │  │
   │  │  │  │  │  │  ├i>Marie (+1482) 
   │  │  │  │  │  │  │  X Jacques de Sainte-Colombe
   │  │  │  │  │  │  │
   │  │  │  │  │  │  ├i>Marguerite (1445-1482)
   │  │  │  │  │  │  │  X Jean de Ferrieres (+1497)
   │  │  │  │  │  │  │
   │  │  │  │  │  │  └i>Charles (+1502), vicomte de Lavedan 
   │  │  │  │  │  │     X Louise du Lion, vicomtesse de Lavedan 
   │  │  │  │  │  │     │
   │  │  │  │  │  │     └─>
branche illégitime des Bourbon Lavedan

   │  │  │  │  │  │
   │  │  │  │  │  ├─>Marie (1428-1448) 
   │  │  │  │  │  │  X 
Jean 
II
 de Lorraine
 (1425-1470)
   │  │  │  │  │  │
   │  │  │  │  │  ├─>Philippe, seigneur de Beaujeu (1430-1440)
   │  │  │  │  │  │
   │  │  │  │  │  ├─>
Charles 
II
 (1434-1488), cardinal, archevêque de Lyon, duc de Bourbon
   │  │  │  │  │  │  │
   │  │  │  │  │  │  └i>Isabelle-Paris (+1497)
   │  │  │  │  │  │     X Gilbert de Chantelot
   │  │  │  │  │  │
   │  │  │  │  │  ├─>Isabelle (1436-1465)
   │  │  │  │  │  │  X 
Charles le Téméraire
 (+1477)
   │  │  │  │  │  │
   │  │  │  │  │  ├─>
Louis
 (1438-1482), évêque de Liege
   │  │  │  │  │  │  X inconnue
   │  │  │  │  │  │  │
   │  │  │  │  │  │  ├─>i>Pierre de Bourbon (1464-1529), baron de Busset 
   │  │  │  │  │  │  │  X Marguerite de Tourzel, dame de Busset (+1531) 
   │  │  │  │  │  │  │  │
   │  │  │  │  │  │  │  └─>
branche illégitime des 
Bourbon Busset

   │  │  │  │  │  │  │
   │  │  │  │  │  │  ├─>Louis (1465-1500)
   │  │  │  │  │  │  │
   │  │  │  │  │  │  └─>Jacques (1466-1537)
   │  │  │  │  │  │
   │  │  │  │  │  ├─>
Pierre 
II
 de Beaujeu
 (1438-1503), duc de Bourbon 
   │  │  │  │  │  │  x 
Anne de France
 (1462-1522)
   │  │  │  │  │  │  │
   │  │  │  │  │  │  ├─>Charles, comte de Clermont (1476-1498)
   │  │  │  │  │  │  │
   │  │  │  │  │  │  └─>
Suzanne de Bourbon
 (1491-1521)
   │  │  │  │  │  │     x 
Charles 
III
 de Bourbon
 (1490-1527)
   │  │  │  │  │  │
   │  │  │  │  │  ├─>Catherine (1440-1469)
   │  │  │  │  │  │  X Adolphe de Gueldres (1438-1477)
   │  │  │  │  │  │
   │  │  │  │  │  ├─>Jeanne (1442-1493)
   │  │  │  │  │  │  X 
Jean 
II
 de Chalon, prince d'Orange (+1502)
   │  │  │  │  │  │
   │  │  │  │  │  ├─>Marguerite (1444-1483)
   │  │  │  │  │  │  X 
Philippe 
II
 de Savoie
 (1438-1497)
   │  │  │  │  │  │
   │  │  │  │  │  └─>Jacques (1445-1468)
   │  │  │  │  │  │
   │  │  │  │  │  ├i>Louis (+1487), comte de Roussillon-en-Dauphine et de Ligny 
   │  │  │  │  │  │  X Jeanne de France (+1519) 
   │  │  │  │  │  │  │
   │  │  │  │  │  │  ├─>Charles (+1510), comte de Roussillon et de Ligny
   │  │  │  │  │  │  │  X Anne de La Tour (+1530) 
   │  │  │  │  │  │  │
   │  │  │  │  │  │  ├─>Suzanne (1466-1531), comtesse de Roussillon et de Ligny
   │  │  │  │  │  │  │  X Jean de Chabannes, comte de Dammartin
   │  │  │  │  │  │  │  X 2) Charles, seigneur de Boulainvilliers (+1529)
   │  │  │  │  │  │  │
   │  │  │  │  │  │  └─>Anne
   │  │  │  │  │  │  │  X 
Jean 
II
, baron d'Arpajon
   │  │  │  │  │  │  │
   │  │  │  │  │  │  └i>Jean, abbé de Senilly 
   │  │  │  │  │  │
   │  │  │  │  │  ├i>Renaud (+1483), archevêque de Narbonne 1483
   │  │  │  │  │  │  │
   │  │  │  │  │  │  ├i>Charles (1461-1504), évêque de Clermont
   │  │  │  │  │  │  │
   │  │  │  │  │  │  └i>Suzanne
   │  │  │  │  │  │     X Louis de Gonstaves, seigneur de Chazelles
   │  │  │  │  │  │
   │  │  │  │  │  ├i>Pierre (+1490), prêtre, seigneur du Bois-d'Yoin-en-Lyonnais
   │  │  │  │  │  │  │
   │  │  │  │  │  │  ├i>Antoinette
   │  │  │  │  │  │  │  X Pierre Dyenne
   │  │  │  │  │  │  │
   │  │  │  │  │  │  └i>Catherine
   │  │  │  │  │  │     X Pierre Holiflant
   │  │  │  │  │  │
   │  │  │  │  │  ├i>Jeanne
   │  │  │  │  │  │  X Jean du Fay, seigneur de Bray-en-Touraine
   │  │  │  │  │  │
   │  │  │  │  │  ├i>Charlotte
   │  │  │  │  │  │  X Odilles de Senay
   │  │  │  │  │  │
   │  │  │  │  │  ├i>Sidoine
   │  │  │  │  │  │  X Rene, seigneur de Bus
   │  │  │  │  │  │
   │  │  │  │  │  └i>Catherine, abbesse de Sainte-Claire-d'Aigueperse
   │  │  │  │  │
   │  │  │  │  ├─>Louis, comte de Forez (1403-1412)
   │  │  │  │  │

Rameau des comtes de Montpensier

   │  │  │  │  └─>
Louis 
I
er
, comte de Montpensier
   │  │  │  │  │  X 1) 
Jeanne 
I
re
, dauphine d'Auvergne
 (+1436)  
   │  │  │  │  │  X 2) Gabrielle de La Tour (+1486)
   │  │  │  │  │  │
   │  │  │  │  │  ├2>
Gilbert
 (1443-1496), comte de Montpensier
   │  │  │  │  │  │  X Claire Gonzaga (1464-1503)
   │  │  │  │  │  │  │
   │  │  │  │  │  │  ├─>
Louise
 (1482-1561), duchesse de Montpensier, dauphine d'Auvergne
   │  │  │  │  │  │  │  X 1) 
Andre 
III
 de Chauvigny (+1503)
   │  │  │  │  │  │  │  X 2) 
Louis de Bourbon
, prince de la Roche-sur-Yon (1473-1520)
   │  │  │  │  │  │  │
   │  │  │  │  │  │  ├─>
Louis 
II
 (1483-1501), comte de Montpensier
   │  │  │  │  │  │  │
   │  │  │  │  │  │  ├─>
Charles 
III
 de Bourbon
 (1490-1527), duc de Bourbon (1490-1527)
   │  │  │  │  │  │  │  X 
Suzanne de Bourbon
 (1491-1521)
   │  │  │  │  │  │  │  │
   │  │  │  │  │  │  │  ├─>François, comte de Clermont (1517-1518)
   │  │  │  │  │  │  │  │
   │  │  │  │  │  │  │  └─>deux jumeaux (1518-1518)
   │  │  │  │  │  │  │  │
   │  │  │  │  │  │  │  └i>Catherine
   │  │  │  │  │  │  │     X Bertrand Salmart, seigneur de Ressis
   │  │  │  │  │  │  │
   │  │  │  │  │  │  ├─>François (1492-1515), duc de Chatellerault
   │  │  │  │  │  │  │
   │  │  │  │  │  │  ├─>Renée, dame de Mercœur (1494-1539)
   │  │  │  │  │  │  │  X 
Antoine de Lorraine
 (1489-1544)
   │  │  │  │  │  │  │
   │  │  │  │  │  │  └─>Anne (1495-1510)
   │  │  │  │  │  │
   │  │  │  │  │  ├2>Jean (1445-1485)
   │  │  │  │  │  │
   │  │  │  │  │  ├2>Gabrielle (1447-1516)
   │  │  │  │  │  │  X Louis de la Tremoille, prince de Talmond (+1525)
   │  │  │  │  │  │
   │  │  │  │  │  └2>Charlotte (1449-1478)
   │  │  │  │  │     X Wolfart van Borsselen, comte de Grandpré (+1487)
   │  │  │  │  │
   │  │  │  │  ├i>Jean, comte de Velay, évêque de Puy-Rembert-en-Forez 1485
   │  │  │  │  │
   │  │  │  │  ├i>Alexandre, prêtre
   │  │  │  │  │
   │  │  │  │  ├i>Guy (+1442)
   │  │  │  │  │
   │  │  │  │  ├i>Marguerite
   │  │  │  │  │  X 
Rodrigue de Villandrando
, comte de Ribadeo
   │  │  │  │  │
   │  │  │  │  └i>Edmée
   │  │  │  │
   │  │  │  ├─>Louis, seigneur de Beaujolais (1388-1404)
   │  │  │  │
   │  │  │  ├─>Catherine (1378-jeune)
   │  │  │  │
   │  │  │  └─>Isabelle (1384-ap.1451)
   │  │  │  │
   │  │  │  ├i>Hector, seigneur de Dampierre-en-Champagne (1391-1414)
   │  │  │  │
   │  │  │  ├i>Perceval (1402-1415)
   │  │  │  │
   │  │  │  ├i>Pierre, chevalier
   │  │  │  │
   │  │  │  ├i>Jacques, moine
   │  │  │  │
   │  │  │  └i>Jean, seigneur de Tanry
   │  │  │
   │  │  ├─>Jeanne (1339-Paris 1378)
   │  │  │  X 
Charles 
V
 de France
 (1337-1380)
   │  │  │
   │  │  ├─>
Blanche
 (1339-1361) 
   │  │  │  X 
Pierre 
I
er
 de Castille

   │  │  │
   │  │  ├─>Bonne (1341-1402)
   │  │  │  X 
Amédée 
VI
 de Savoie
 (+1383)
   │  │  │
   │  │  ├─>Catherine (1342-1427)
   │  │  │  X 
Jean 
VI
 d'Harcourt
 (+1388)
   │  │  │
   │  │  ├─>Marguerite (1344-)
   │  │  │  X 
Arnaud-Amanieu d'Albret
 (1338-1401)
   │  │  │
   │  │  ├─>Isabelle (1345-)
   │  │  │
   │  │  └─>Marie (1347-1401), prieure de Poissy
   │  │
   │  ├─>Jeanne (1312-1402) 
   │  │  X 
Guigues 
VII
 de Forez
 (1299-1357)
   │  │
   │  ├─>Marguerite (1313-1362)
   │  │  X 1)
Jean 
II
 de Sully (+1343)
   │  │  X 2)Hutin de Vermeilles
   │  │
   │  ├─>Marie (1315-1387)
   │  │  X 1) Guy de Lusignan (1315-1343)
   │  │  X 2) 
Robert de Tarente
 (+1364)
   │  │
   │  ├─>Philippe (1316-ap.1233)
   │  │
   │  ├─>Jacques (1318-1318)
   │  │

Rameau des comtes de la Marche

   │  ├─>
Jacques 
I
er
 (1319-1362), 
comte de la Marche
 et 
de Ponthieu

   │  │  X Jeanne de Chatillon, dame de Condé et Carency(1320-1371)
   │  │  │
   │  │  ├─>Isabelle (1340-1371) 
   │  │  │  X 1) 
Louis 
II
 de Brienne, vicomte de Beaumont (+1364)
   │  │  │  X 
Bouchard 
VII
 de Vendôme
 (+1371)
   │  │  │
   │  │  ├─>Pierre de la Marche (1342-1362)
   │  │  │
   │  │  ├─>
Jean de Bourbon
 (1344-1393), 
comte de Vendôme
 et de la Marche 
   │  │  │  x 
Catherine de Vendôme
 (+1412)
   │  │  │  │
   │  │  │  ├─>
Jacques 
II
 (1370-1438), comte de La Marche
   │  │  │  │  x 1) Béatrice d'Evreux
   │  │  │  │  x 2) 
Jeanne 
II
 de Naples

   │  │  │  │  │
   │  │  │  │  ├1>Isabelle (1408-ap. 1445), nonne à Besançon
   │  │  │  │  │
   │  │  │  │  ├1>Marie (1410-ap. 1445), nonne à Amiens
   │  │  │  │  │
   │  │  │  │  └1>
Eléonore de Bourbon
 (1412-ap.1464)
   │  │  │  │  │  x 
Bernard d'Armagnac
 (+1462)
   │  │  │  │  │
   │  │  │  │  └i>Claude d'Aix, moine à Dole
   │  │  │  │
   │  │  │  ├─>Anne (+1408)
   │  │  │  │  X 1) 
Jean 
II
 de Berry
 (+1401), comte de Montpensier
   │  │  │  │  X 2) 
Louis 
VII
 (+1447), duc de Bavière-Ingolstadt
   │  │  │  │
   │  │  │  ├─>Isabelle (1373-), nonne à Poissy
   │  │  │  │

Rameau des comtes de Vendôme

   │  │  │  ├─>
Louis de Bourbon
 (1376-1446), comte de Vendôme
   │  │  │  │  X 1) Blanche de Roucy (+1421)
   │  │  │  │  X 2) Jeanne de Laval (1406-1468) 
   │  │  │  │  │
   │  │  │  │  ├2>Catherine (1425-jeune)
   │  │  │  │  │
   │  │  │  │  ├2>Gabrielle (1426-jeune)
   │  │  │  │  │
   │  │  │  │  └2>
Jean 
VIII
 de Bourbon
 (1428-1478), comte de Vendôme
   │  │  │  │  │  X Isabelle de Beauvau
   │  │  │  │  │  │
   │  │  │  │  │  ├─>Jeanne, dame de Rochefort (1460-1487)
   │  │  │  │  │  │  X Louis de Joyeuse, comte de Grandpre (+1498)
   │  │  │  │  │  │
   │  │  │  │  │  ├─>Catherine (1462-)
   │  │  │  │  │  │  X Gilbert de Chabannes, baron de Rochefort
   │  │  │  │  │  │
   │  │  │  │  │  ├─>Jeanne (1465-1511
   │  │  │  │  │  │  X 1) 
Jean 
II
 de Bourbon
 (+1488)
   │  │  │  │  │  │  X 2) Jean de la Tour, comte d'Auvergne et de Boulogne (1467-1501)
   │  │  │  │  │  │  X 3) François de la Pause, baron de la Garde
   │  │  │  │  │  │
   │  │  │  │  │  ├─>Renée (1468-1534), abbesse de 
Fontevraud

   │  │  │  │  │  │
   │  │  │  │  │  ├─>
François de Bourbon
 (1470-1495), comte de Vendôme
   │  │  │  │  │  │  X 
Marie de Luxembourg
 (+1546)
   │  │  │  │  │  │  │
   │  │  │  │  │  │  ├─>
Charles 
IV
 de Bourbon
 (1489-1537), duc de Vendôme
   │  │  │  │  │  │  │  x 
Françoise d'Alençon
 (1491-1550)
   │  │  │  │  │  │  │  │
   │  │  │  │  │  │  │  ├─>Louis (1514-1516), comte de Marle
   │  │  │  │  │  │  │  │
   │  │  │  │  │  │  │  ├─>Marie (1515-1538)
   │  │  │  │  │  │  │  │
   │  │  │  │  │  │  │  ├─>
Antoine de Bourbon
 (1518-1562), roi de Navarre et duc de Vendôme
   │  │  │  │  │  │  │  │  x 
Jeanne 
III
 d'Albret
 (1529-1572), reine de Navarre
   │  │  │  │  │  │  │  │  │
   │  │  │  │  │  │  │  │  ├─>Henri (1551-1553), duc de Beaumont
   │  │  │  │  │  │  │  │  │
   │  │  │  │  │  │  │  │  ├─>
Henri 
IV
 de France
 (1533-1610)
   │  │  │  │  │  │  │  │  │  │
   │  │  │  │  │  │  │  │  │  └─>
Dynastie de Bourbon

   │  │  │  │  │  │  │  │  │
   │  │  │  │  │  │  │  │  ├─>Louis, comte de Marle (1555-1557)
   │  │  │  │  │  │  │  │  │
   │  │  │  │  │  │  │  │  ├─>Madeleine (1556-1556)
   │  │  │  │  │  │  │  │  │
   │  │  │  │  │  │  │  │  └─>Catherine (1559-1604)
   │  │  │  │  │  │  │  │  │  X 
Henry 
II
 de Lorraine
 (1563-1624)
   │  │  │  │  │  │  │  │  │
   │  │  │  │  │  │  │  │  ├i>
Charles
 (1554-1610), archevêque de Rouen
   │  │  │  │  │  │  │  │  │
   │  │  │  │  │  │  │  │  └i>Jacquinne d'Artigulouve
   │  │  │  │  │  │  │  │     X N de Navailles
   │  │  │  │  │  │  │  │
   │  │  │  │  │  │  │  ├─>Marguerite (1516-1589)
   │  │  │  │  │  │  │  │  X 
Francois 
I
 de Clèves, duc de Nevers (+1561)
   │  │  │  │  │  │  │  │
   │  │  │  │  │  │  │  ├─>Madeleine (1521-1561), abbesse
   │  │  │  │  │  │  │  │
   │  │  │  │  │  │  │  ├─>François, comte d'Enghien (1519-1546)
   │  │  │  │  │  │  │  │
   │  │  │  │  │  │  │  ├─>Louis (1522-1525)
   │  │  │  │  │  │  │  │
   │  │  │  │  │  │  │  ├─>
Charles
 (1523-1590), cardinal, archevêque de Rouen
   │  │  │  │  │  │  │  │  │
   │  │  │  │  │  │  │  │  └i>Poullain
   │  │  │  │  │  │  │  │
   │  │  │  │  │  │  │  ├─>Catherine, abbesse (1525-1594)
   │  │  │  │  │  │  │  │
   │  │  │  │  │  │  │  ├─>Jean (1528-1557), comte de Soissons et d'Enghien, duc d'Estouteville
   │  │  │  │  │  │  │  │  X Marie (1539-1601), duchesse d'Estouteville
   │  │  │  │  │  │  │  │  │
   │  │  │  │  │  │  │  │  └i>N de Valency (+1562)
   │  │  │  │  │  │  │  │
   │  │  │  │  │  │  │  ├─>Renee, abbesse de Chelles (1527-1583)
   │  │  │  │  │  │  │  │
   │  │  │  │  │  │  │  ├─>
Louis 
I
er
 (1530-1569), prince de Condé
   │  │  │  │  │  │  │  │  │
   │  │  │  │  │  │  │  │  └─>
Branche de Bourbon-Condé

   │  │  │  │  │  │  │  │
   │  │  │  │  │  │  │  └─>Eléonore, abbesse de 
Fontevraud
 (1532-1611)
   │  │  │  │  │  │  │  │
   │  │  │  │  │  │  │  └i>Nicolas Charles 
   │  │  │  │  │  │  │     X Jeanne de Bordeix et de Ramers
   │  │  │  │  │  │  │     │
   │  │  │  │  │  │  │     ├─>Jacques
   │  │  │  │  │  │  │     │
   │  │  │  │  │  │  │     ├─>Michel Charles
   │  │  │  │  │  │  │     │
   │  │  │  │  │  │  │     ├─>Nicolas
   │  │  │  │  │  │  │     │
   │  │  │  │  │  │  │     ├─>Christophe
   │  │  │  │  │  │  │     │
   │  │  │  │  │  │  │     ├─>Marguerite
   │  │  │  │  │  │  │     │
   │  │  │  │  │  │  │     └─>Jeanne
   │  │  │  │  │  │  │
   │  │  │  │  │  │  ├─>Jacques (1490-1491)
   │  │  │  │  │  │  │
   │  │  │  │  │  │  ├─>
François 
I
 (1491-1545), comte de Saint-Pol, duc d'Estouteville
   │  │  │  │  │  │  │  X Adrienne, duchesse d'Estouteville (1512-1560)
   │  │  │  │  │  │  │  │
   │  │  │  │  │  │  │  ├─>
François 
II
 (1536-1546), duc d'Estouteville
   │  │  │  │  │  │  │  │
   │  │  │  │  │  │  │  └─>Marie, duchesse d'Estouteville, (1539-1601)
   │  │  │  │  │  │  │     X 1) Jean de Bourbon, comte de Soissons
   │  │  │  │  │  │  │     X 2) François de Clèves, duc de Nevers (+1562)
   │  │  │  │  │  │  │     X 3) Léonor, duc de Longueville (1540-1573)
   │  │  │  │  │  │  │
   │  │  │  │  │  │  ├─>Louis (1493-1557), cardinal, archevêque de Sens
   │  │  │  │  │  │  │
   │  │  │  │  │  │  ├─>Antoinette (1493-1583)
   │  │  │  │  │  │  │  X 
Claude de Guise
 (1496-1550)
   │  │  │  │  │  │  │
   │  │  │  │  │  │  └─>Louise (1495-1575), abbesse de 
Fontevraud

   │  │  │  │  │  │  │
   │  │  │  │  │  │  └i>Jacques (1495-)
   │  │  │  │  │  │

Rameau des comtes de Montpensier

   │  │  │  │  │  ├─>
Louis
 (1473-1520), prince de La Roche-sur-Yon
   │  │  │  │  │  │  X 
Louise de Montpensier
 (1482-1561)
   │  │  │  │  │  │  │
   │  │  │  │  │  │  ├─>Suzanne (1508-1570)
   │  │  │  │  │  │  │  Claude de Rieux, comte d'Harcourt et d'Aumale (+1532)
   │  │  │  │  │  │  │
   │  │  │  │  │  │  ├─>
Louis 
III
 (1513-1582), duc de Montpensier
   │  │  │  │  │  │  │  X 1) Jacqueline de Longwy (+1561)
   │  │  │  │  │  │  │  X 2) Catherine de Lorraine (1552-1596)
   │  │  │  │  │  │  │  │
   │  │  │  │  │  │  │  ├1>Françoise (1539-1587)
   │  │  │  │  │  │  │  │  X 
Henri-Robert de La Marck
, duc de Bouillon, prince de Sedan (+1574)
   │  │  │  │  │  │  │  │
   │  │  │  │  │  │  │  ├1>Anne (1540-1572)
   │  │  │  │  │  │  │  │  X François de Clèves, duc de Nevers (+1562)
   │  │  │  │  │  │  │  │
   │  │  │  │  │  │  │  ├─>Jeanne (1541-1620), abbesse de Jouarre
   │  │  │  │  │  │  │  │
   │  │  │  │  │  │  │  ├1>
François
 (1542-1592), duc de Montpensier
   │  │  │  │  │  │  │  │  X Renée (1550-1590), marquise de Mezieres
   │  │  │  │  │  │  │  │  │
   │  │  │  │  │  │  │  │  └─>
Henri
 (1573-1608), duc de Montpensier
   │  │  │  │  │  │  │  │     X Henriette-Catherine (1585-1656), duchesse de Joyeuse
   │  │  │  │  │  │  │  │     │
   │  │  │  │  │  │  │  │     └─>
Marie
 (1605-1627), duchesse de Montpensier
   │  │  │  │  │  │  │  │        x 
Gaston de France

   │  │  │  │  │  │  │  │
   │  │  │  │  │  │  │  ├─>Charlotte (1547-1582)
   │  │  │  │  │  │  │  │  X 
Guillaume 
I
er
 de Orange-Nassau (+1584)
   │  │  │  │  │  │  │  │
   │  │  │  │  │  │  │  └─>Louise (1548-1586), abbesse de Faremoutier
   │  │  │  │  │  │  │
   │  │  │  │  │  │  └─>Charles (1515-1565), prince de la Roche sur Yon
   │  │  │  │  │  │  │  X Philippe de Montespedon, dame de Beaupreau (+1578)
   │  │  │  │  │  │  │  │
   │  │  │  │  │  │  │  ├─>Henri, marquis de Beaupreau (154?-1560)
   │  │  │  │  │  │  │  │
   │  │  │  │  │  │  │  └─>Jeanne (1547-1548)
   │  │  │  │  │  │  │
   │  │  │  │  │  │  └i>Louis dit Helvis, évêque de Langres (+1565)
   │  │  │  │  │  │
   │  │  │  │  │  ├─>Charlotte (1474-1520)
   │  │  │  │  │  │  X Engelbert de Clèves, comte de Nevers (+1506)
   │  │  │  │  │  │
   │  │  │  │  │  └─>Isabelle (1475-1531), abbesse
   │  │  │  │  │  │
   │  │  │  │  │  ├i>Jacques de Vendôme (1455-1524), baron de Ligny
   │  │  │  │  │  │  X Jeanne, dame de Rubempré 
   │  │  │  │  │  │  │
   │  │  │  │  │  │  ├─>Claude de Bourbon-Vendôme (1514-1595)
   │  │  │  │  │  │  │  X Antoinette de Bours, vicomtesse de Lambercourt (+1585)
   │  │  │  │  │  │  │  │
   │  │  │  │  │  │  │  ├─>Antoine (+1594), vicomte de Lambercourt
   │  │  │  │  │  │  │  │
   │  │  │  │  │  │  │  ├─>Claude (+1620), vicomtesse de Lambercourt
   │  │  │  │  │  │  │  │  X Jean, seigneur de Rambures
   │  │  │  │  │  │  │  │
   │  │  │  │  │  │  │  └─>Anne
   │  │  │  │  │  │  │  │  X Claude de Crequi, seigneur d'Hemond
   │  │  │  │  │  │  │  │
   │  │  │  │  │  │  │  └i>Jacques (+1632), seigneur de Ligny et de Courcelles
   │  │  │  │  │  │  │     X 1) Marie de Bommy
   │  │  │  │  │  │  │     X 2) Louise de Gouy
   │  │  │  │  │  │  │     │
   │  │  │  │  │  │  │     ├─>François Claude (+1658)
   │  │  │  │  │  │  │     │  X Louise de Belleval
   │  │  │  │  │  │  │     │
   │  │  │  │  │  │  │     ├─>François, seigneur de Bretencourt
   │  │  │  │  │  │  │     │  X Jacqueline Tillette d'Achery
   │  │  │  │  │  │  │     │  │
   │  │  │  │  │  │  │     │  ├─>une fille mariée à un seigneur des Lyons
   │  │  │  │  │  │  │     │  │
   │  │  │  │  │  │  │     │  └─>une fille mariée à un Fortel des Essarts
   │  │  │  │  │  │  │     │
   │  │  │  │  │  │  │     ├─>Charles, seigneur de Brétencourt
   │  │  │  │  │  │  │     │
   │  │  │  │  │  │  │     ├─>Marguerite
   │  │  │  │  │  │  │     │  X 1) Jacques de Monchy, seigneur d'Amerval (+1640)
   │  │  │  │  │  │  │     │  X 2) Antoine de Postel, seigneur de la Grange
   │  │  │  │  │  │  │     │
   │  │  │  │  │  │  │     ├─>Marie Gabrielle (+1629)
   │  │  │  │  │  │  │     │
   │  │  │  │  │  │  │     └─>Antoinette
   │  │  │  │  │  │  │        X Alexandre de Touzin
   │  │  │  │  │  │  │
   │  │  │  │  │  │  ├─>André, seigneur de Rubempré
   │  │  │  │  │  │  │  X 1) Anne de Busserade
   │  │  │  │  │  │  │  X 2) Anne de Roncherolles
   │  │  │  │  │  │  │  │
   │  │  │  │  │  │  │  ├─>Jean (+jeune)
   │  │  │  │  │  │  │  │
   │  │  │  │  │  │  │  ├─>Charles, seigneur de Rubempré (+1595)
   │  │  │  │  │  │  │  │
   │  │  │  │  │  │  │  ├─>Louis, seigneur de Rubempré (1574-1598)
   │  │  │  │  │  │  │  │
   │  │  │  │  │  │  │  ├─>Marguerite, dame de Rubempré
   │  │  │  │  │  │  │  │  X Jean de Monchy, seigneur de Montcavrel
   │  │  │  │  │  │  │  │
   │  │  │  │  │  │  │  ├─>Madeleine
   │  │  │  │  │  │  │  │  X Jean, seigneur de Gonnelieu
   │  │  │  │  │  │  │  │
   │  │  │  │  │  │  │  ├─>Jeanne Marie, abbesse
   │  │  │  │  │  │  │  │
   │  │  │  │  │  │  │  └─>Marguerite, nonne
   │  │  │  │  │  │  │
   │  │  │  │  │  │  ├─>Jean (+1571), abbé de Cuisey
   │  │  │  │  │  │  │
   │  │  │  │  │  │  ├─>Jacques, moine
   │  │  │  │  │  │  │
   │  │  │  │  │  │  ├─>Catherine (+1530)
   │  │  │  │  │  │  │  X Jean d'Estrées, seigneur de Cœuvres
   │  │  │  │  │  │  │
   │  │  │  │  │  │  ├─>Jeanne, abbesse
   │  │  │  │  │  │  │
   │  │  │  │  │  │  └─>Madeleine (+ 1588), abbesse
   │  │  │  │  │  │
   │  │  │  │  │  └i>Louis de Vendôme (+1510), évêque d'Avranches
   │  │  │  │  │
   │  │  │  │  └i>Jean de Vendôme, seigneur de Preaux (1420-1496)
   │  │  │  │     X 1) Jeanne d'Illiers
   │  │  │  │     X 2) Gillette Perdrielle
   │  │  │  │     │
   │  │  │  │     ├─>Jean, prêtre
   │  │  │  │     │
   │  │  │  │     ├─>François (+1540), prêtre
   │  │  │  │     │
   │  │  │  │     ├─>Jacques
   │  │  │  │     │
   │  │  │  │     ├─>Mathurine
   │  │  │  │     │  X Pierre de Montigny, seigneur de la Boisse
   │  │  │  │     │
   │  │  │  │     ├─>Louise
   │  │  │  │     │  X Jean, seigneur des Loges
   │  │  │  │     │
   │  │  │  │     └─>Marie
   │  │  │  │        X 1) seigneur de La Velette en Limousin
   │  │  │  │        X 2) Jacques de Gaudebert, seigneur des Forges
   │  │  │  │

Rameau des seigneurs de Carency

   │  │  │  ├─>Jean (1378-1457), seigneur de Carency
   │  │  │  │  X 1) Catherine d'Artois (1397-1420)
   │  │  │  │  X 2) Jeanne de Vendomois
   │  │  │  │  │
   │  │  │  │  ├2>Louis(1417-1457)
   │  │  │  │  │
   │  │  │  │  ├2>Jean (1418-)
   │  │  │  │  │
   │  │  │  │  ├2>Jeanne (1419-)
   │  │  │  │  │
   │  │  │  │  ├2>Catherine (1421-)
   │  │  │  │  │
   │  │  │  │  ├2>Pierre (1424-1481), seigneur de Carency
   │  │  │  │  │  X Philipotte de Plaines
   │  │  │  │  │
   │  │  │  │  ├2>Jacques (1425-1494), seigneur de Carency
   │  │  │  │  │  X Antoinette de la Tour (+1450)
   │  │  │  │  │  │
   │  │  │  │  │  ├─>Charles, prince de Carency (1444-1504)
   │  │  │  │  │  │  X 1) Didere de Vergy
   │  │  │  │  │  │  X 2) Antoinette de Chabannes (+1490)
   │  │  │  │  │  │  X 3) Catherine de Tourzel 
   │  │  │  │  │  │
   │  │  │  │  │  ├3>Bertrand, prince de Carency (1494-1515)
   │  │  │  │  │  │
   │  │  │  │  │  ├3>Jean (1500-1520), prince de Carency
   │  │  │  │  │  │
   │  │  │  │  │  ├3>Louise, princesse de Carency
   │  │  │  │  │  │  X François de Perusse des Cars (+1550)
   │  │  │  │  │  │
   │  │  │  │  │  └3>Jean (1446-), seigneur de Rochefort
   │  │  │  │  │     X Jeanne de Lille
   │  │  │  │  │
   │  │  │  │  ├2>Eleonore (1426-)
   │  │  │  │  │
   │  │  │  │  ├2>Andriette (1427-)
   │  │  │  │  │
   │  │  │  │  └2>Philippe, seigneur de Duisant (1429-1492)
   │  │  │  │     X Jeanne de Lalaing (+1475)
   │  │  │  │     │
   │  │  │  │     ├─>Antoine, seigneur de Duisant
   │  │  │  │     │  X Jeanne de Habart
   │  │  │  │     │
   │  │  │  │     ├─>Pierre
   │  │  │  │     │
   │  │  │  │     ├─>
Philippe 
II
, seigneur de Duisant (+1530)
   │  │  │  │     │
   │  │  │  │     └─>Jeanne
   │  │  │  │        X François Rolin, seigneur d'Aymerie
   │  │  │  │
   │  │  │  ├─>Marie, dame de Bréthencourt (1386-)
   │  │  │  │  X Jean de Baynes, seigneur des Croix
   │  │  │  │
   │  │  │  └─>
Charlotte
 (1388-1422)
   │  │  │  │  X 
Janus de Chypre
 (1378-1432)
   │  │  │  │
   │  │  │  └i>Jean, batard de la Marche-1435
   │  │  │
   │  │  └─>
Jacques 
I
er
, seigneur de Preaux (1346-1417)
   │  │     X Marguerite de Preaux (+1417)
   │  │     │
   │  │     ├─>Louis, seigneur de Preaux (1389-1415)
   │  │     │
   │  │     ├─>Pierre, seigneur de Preaux (1390-1422)
   │  │     │Elizabeth de Montagu (1397-1429) 
   │  │     │
   │  │     ├─>
Jacques 
II
, seigneur de Preaux, baron de Thury (1391-1429)
   │  │     │  X Jeanne de Montagu
   │  │     │
   │  │     ├─>Charles, seigneur de Combles
   │  │     │
   │  │     ├─>Jean (1394-)
   │  │     │
   │  │     └─>Marie, dame de Preaux (1387-1442)
   │  │
   │  └─>Béatrice (1320-1383)
   │  │  X 1) 
Jean de Luxembourg
 (+1346), roi de Bohême
   │  │  X 2) 
Eudes 
II
 de Grancey (+1389)
   │  │
   │  ├i>Jean, batard de Bourbon (+1375)
   │  │  X 2) Laure de Bordeaux
   │  │  X 3) Agnes de Chaleu
   │  │  │
   │  │  └─>Gérard de Bourbon
   │  │
   │  ├i>Jeannette
   │  │  X Guichard de Chastellux
   │  │
   │  └i>Guy de Bourbon, seigneur de Cluys
   │     X 2) Jeanne de Chastel-Perron
   │     │
   │     └─>Gérard de Bourbon, seigneur de Clessy
   │        X 1) Jeanne de Chastillon
   │        X 2) Alix de Bourbon-Montperoux
   │        │
   │        └─>Isabelle, Dame de Clessy
   │           X 1) Bernard de Montaigu-Listenois
   │           X 2) Guillaume de Mello, seigneur d'Epoisses
   │
   ├─>Blanche (1281-1304) 
   │  X 
Robert 
VII
 comte d'Auvergne
 (+1325)
   │
   ├─>Jean (1283-1316), baron de Charolais 
   │  X Jeanne d'Argies
   │  │
   │  ├─>Béatrice (1310-1364), dame de Charolais 
   │  │  X 
Jean 
I
er
 d'Armagnac
 (+1373)
   │  │
   │  └─>Jeanne (1312-1383) 
   │     X 
Jean 
I
er
 comte d'Auvergne
 (+1386)
   │
   ├─>Pierre (1287-ap.1330) prêtre
   │
   ├─>Marie(1285-1372), prieure de Poissy
   │
   └─>Marguerite (1289-1309)
      X 
Jean 
I
er
 (1267-1330), 
margrave de Namur
```